# Division 1 Féminine 2007/08
Die Saison 2007/08 der Division 1 Féminine war die 34. Ausspielung der französischen Frauenfußballmeisterschaft seit der offiziellen Anerkennung des Frauenfußballs durch die FFF, den Fußballverband Frankreichs, im Jahr 1970 und der ersten Austragung in der Saison 1974/75. Die Division 1 Féminine genannte Spielklasse wurde im reinen Ligamodus in einer aus einer einzigen Gruppe bestehenden, zwölf Teams umfassenden, landesweiten höchsten Liga ausgetragen.
Vorjahresgewinner waren die Frauen von Olympique Lyon, die ihren Titel verteidigen konnten und damit ihre insgesamt zweite Meisterschaft gewannen.
Die Fußballspielerinnen der D1F waren keine reinen Amateure mehr; vielmehr durften die Klubs sie für die Ausübung ihres Sportes finanziell entlohnen, wenngleich die maximal möglichen Vergütungen im Vergleich zum Männerfußball sehr moderat ausfielen. Dazu gab es einen von der FFF ausgearbeiteten „Bundesvertrag“ (contrat fédéral), der die maximalen Einkommenshöhen ebenso regelte wie andere Rechte und Pflichten von Vereinen und Fußballerinnen.

## Qualifikation und Austragungsmodus
Für die Teilnahmeberechtigung wurde ausschließlich das Abschneiden der Frauschaften in der Vorsaison berücksichtigt; qualifiziert waren die neun bestplatzierten Teams der Vorsaison sowie drei Aufsteiger, die jeweils ihre Gruppe der Division 2 Féminine als Tabellenerste beendet hatten. Somit starteten folgende zwölf Teilnehmer in diese Saison:
- aus dem Norden und Osten: Aufsteiger Athletic Club Évreux, FCF Hénin-Beaumont, Juvisy FCF, Paris Saint-Germain FC, Aufsteiger FC Vendenheim
- aus dem Westen: ESOF La Roche, Stade Saint-Brieuc, ASJ Soyaux
- aus dem Südosten: Titelverteidiger Olympique Lyon, HSC Montpellier, Aufsteiger Racing Club Saint-Étienne, FC Toulouse

Die Meisterschaft wurde in einer doppelten Punkterunde ausgespielt, in der jeder Teilnehmer in Heim- und Auswärtsspiel gegen jeden anderen antrat. Es galt die auch im französischen Amateurfußball bis ins 21. Jahrhundert hinein übliche „modifizierte Drei-Punkte-Regel“ mit vier Punkten für einen Sieg, zwei für ein Unentschieden und einem für eine auf dem Spielfeld errungene Niederlage; bei Punktgleichheit gab zunächst der direkte Vergleich und bei Erforderlichkeit anschließend die bessere Gesamt-Tordifferenz, falls auch dann noch Gleichheit bestand, gegebenenfalls die höhere Zahl erzielter Treffer den Ausschlag. Am Ende der Saison mussten aufgrund einer Änderung der entsprechenden Regelung diesmal nur die beiden Tabellenletzten absteigen, die für die kommende Spielzeit durch zwei Aufsteiger aus der zweiten Division ersetzt wurden.
Seit im Jahr 2001 ein Europapokalwettbewerb für Frauenvereinsteams ins Leben gerufen worden war, war dies die vorerst letzte Saison, in der ausschließlich die französischen Meisterinnen sich dafür qualifizierten. Ab der folgenden Spielzeit kamen auch die Zweitplatzierten der Division 1 Féminine in den Genuss der Teilnahme daran.

## Ergebnisse, Tabelle und Saisonverlauf
|                      | AC Évr | FCF H-B | FCF Juv | ESO LaR | Oly Lyo | HSC Mon | SG Par | Sta StB | RC StÉ | ASJ Soy | FC Tou | FC Ven |
| AC Évreux            |        | 0:3     | 1:6     | 1:0     | 0:2     | 0:0     | 0:0    | 2:2     | 1:1    | 0:1     | 0:3    | 1:0    |
| FCF Hénin-Beaumont   | 6:0    |         | 0:4     | 0:2     | 0:5     | 2:1     | 0:2    | 3:2     | 3:2    | 0:2     | 4:2    | 0:2    |
| FCF Juvisy           | 14:2   | 2:0     |         | 4:0     | 1:1     | 0:1     | 1:1    | 7:0     | 1:0    | 2:1     | 0:0    | 6:1    |
| ESOF La Roche        | 2:0    | 0:3     | 0:0     |         | 1:5     | 1:3     | 1:2    | 2:3     | 2:3    | 3:1     | 3:0    | 1:0    |
| Olympique Lyon       | 9:0    | 11:0    | 0:0     | 4:0     |         | 0:0     | 4:0    | 8:1     | 1:0    | 6:0     | 10:0   | 10:0   |
| HSC Montpellier      | 3:0    | 4:0     | 2:2     | 1:2     | 0:2     |         | 5:1    | 2:1     | 1:0    | 0:0     | 1:1    | 5:0    |
| Paris Saint-Germain  | 1:2    | 1:0     | 0:2     | 1:0     | 0:2     | 0:7     |        | 1:0     | 3:0    | 0:3     | 0:1    | 2:2    |
| Stade Saint-Brieuc   | 3:0    | 3:2     | 0:4     | 1:0     | 1:6     | 2:2     | 0:5    |         | 0:1    | 2:4     | 2:0    | 0:2    |
| Racing Saint-Étienne | 2:0    | 2:0     | 1:2     | 1:0     | 0:0     | 1:1     | 0:0    | 1:0     |        | 1:0     | 3:0    | 1:3    |
| ASJ Soyaux           | 2:1    | 1:2     | 0:3     | 2:0     | 0:3     | 0:1     | 0:1    | 1:1     | 2:0    |         | 3:1    | 5:0    |
| FC Toulouse          | 3:0    | 3:1     | 0:4     | 1:0     | 0:1     | 0:3     | 0:3    | 1:0     | 0:1    | 4:2     |        | 5:2    |
| FC Vendenheim        | 2:0    | 7:0     | 2:7     | 2:0     | 0:3     | 0:0     | 3:1    | 0:4     | 2:7    | 1:1     | 3:1    |        |

| Pl. | Frauschaft           | Sp | G  | U | V  | Tore  | Diff. | Pkte. |
| --- | -------------------- | -- | -- | - | -- | ----- | ----- | ----- |
| 1.  | Olympique Lyon (TV)  | 22 | 18 | 4 | 0  | 93:04 |       | 80    |
| 2.  | Juvisy FCF           | 22 | 15 | 6 | 1  | 72:13 |       | 73    |
| 3.  | HSC Montpellier      | 22 | 11 | 8 | 3  | 43:15 |       | 63    |
| 4.  | RC Saint-Étienne (N) | 22 | 10 | 4 | 8  | 28:22 |       | 56    |
| 5.  | Paris Saint-Germain  | 22 | 9  | 4 | 9  | 25:33 |       | 53    |
| 6.  | ASJ Soyaux           | 22 | 9  | 3 | 10 | 31:32 |       | 52    |
| 7.  | FC Vendenheim (N)    | 22 | 8  | 3 | 11 | 34:60 |       | 49    |
| 8.  | FC Toulouse          | 22 | 8  | 2 | 12 | 26:46 |       | 48    |
| 9.  | FCF Hénin-Beaumont   | 22 | 8  | 0 | 14 | 29:58 |       | 46    |
| 10. | Stade Saint-Brieuc   | 22 | 6  | 3 | 13 | 28:54 |       | 43    |
| 11. | ESOF La Roche        | 22 | 6  | 1 | 15 | 20:38 |       | 41    |
| 12. | AC Évreux (N)        | 22 | 3  | 4 | 15 | 11:65 |       | 35    |

Juvisy mit nur einer (Heim-)Niederlage und insbesondere die unbesiegt gebliebenen Lyonerinnen mit einer nahezu unüberwindbaren Abwehr beherrschten die erste Division; im direkten Vergleich zwischen diesen beiden Teams war es zu zwei Unentschieden gekommen. Saint-Brieucs Sonia Haziraj konnte für sich verbuchen, persönlich gegen den Meister zwei von dessen lediglich vier Saisongegentreffern erzielt zu haben. Der Tabellendritte Montpellier hatte auswärts nur eine Niederlage hinnehmen müssen – und die bei den „Kellerkindern“ aus Hénin-Beaumont –, konnte mit insgesamt bloß elf Siegen aber das Spitzenduo zu keinem Zeitpunkt in Bedrängnis bringen. Die Neulinge aus Saint-Étienne als Viertplatzierte in der Abschlusstabelle und auch Vendenheim überraschten positiv und konnten frühzeitig für eine weitere Erstligasaison planen.
Hingegen gab es in der unteren Tabellenregion Dramatik bis zur letzten Runde. Nach dem 19. Spieltag wies Toulouse 39, La Roche 35, Saint-Brieuc 34, Aufsteiger Évreux 32 und Hénin-Beaumont 31 Punkte auf, und die Nordfranzösinnen sahen zu diesem Zeitpunkt wie ein sicherer Absteiger aus. Dann allerdings ließen sie drei Siege in Serie folgen (gegen Saint-Étienne, in Évreux und gegen Toulouse) und brachten es im Abschlussklassement noch auf Rang neun. Auch Saint-Brieuc rettete sich erst am letzten Spieltag, indem die Bretoninnen in Vendenheim gewannen, während La Roche zuhause Lyon unterlag und gemeinsam mit Évreux abstieg. Diese beiden Frauschaften wurden zur folgenden Spielzeit durch die Aufsteiger FCF Condé-sur-Noireau und FCF Nord-Allier Yzeure ersetzt.

## Die Spielerinnen des Meisters
Unter Trainer Farid Benstiti kamen folgende Spielerinnen zum Einsatz (in Klammern: Zahl der absolvierten Punktspiele):
- Tor: Emmeline Mainguy (8), Alexandra Muci (5), Bente Nordby (5), Véronique Pons (3)
- Abwehr: Sonia Bompastor (21), Dorte Dalum Jensen (10), Sandrine Dusang (20), Laura Georges (18), Émilie Gonssollin (8), Laure Lepailleur (11), Laura Martinez (1), Wendie Renard (14)
- Mittelfeld: Camille Abily (21), Océane Cairaty a (11), Shirley Cruz Traña (18), Alix Faye-Chellali (7), Simone Gomes Jatobá (13), Amandine Henry (4), Louisa Nécib (21)
- Angriff: Sandrine Brétigny (22), Sarah Chorfa (1), Aurélie Kaci (3), Hoda Lattaf (22), Kátia (13), Élodie Thomis (17)

Lyons 93 Treffer erzielten: Brétigny 25, Lattaf 15, Kátia 10, Abily, Nécib je 8, Thomis 7, Bompastor, Cruz Traña je 5, Dusang 3, Renard 2, Cairaty, Gomes Jatobá, Gonssollin, Lepailleur je 1; dazu kam ein Eigentor.

## Erfolgreichste Torschützinnen
Die Torjägerinnenliste führten folgende Spielerinnen an:
| Pl. | Name                 | Team        | Tore |
| --- | -------------------- | ----------- | ---- |
| 1.  | Laëtitia Tonazzi     | Juvisy      | 27   |
| 2.  | Sandrine Brétigny    | Lyon        | 25   |
| 3.  | Élodie Ramos         | Montpellier | 17   |
| 4.  | Marie-Laure Delie    | Paris       | 16   |
| 5.  | Hoda Lattaf          | Lyon        | 15   |
|     | Corinne Lebailly     | Vendenheim  | 15   |
| 7.  | Amélie Coquet        | Juvisy      | 12   |
| 8.  | Julia Dany           | Juvisy      | 11   |
|     | Charlotte Lozé       | Montpellier | 11   |
| 10. | Marie-Pierre Castera | Toulouse    | 10   |
|     | Kátia                | Lyon        | 10   |
| 12. | Nora Coton-Pelagie   | Soyaux      | 9    |